# Mello (Olaszország)
Mello (lombardul: Mel) település Olaszországban, Sondrio megyében. Lakosainak száma 932 fő (2023. január 1.). Mello Civo, Novate Mezzola és Traona községekkel határos.

## Népesség
A település népességének változása:
| Lakosok száma | 963  | 959  | 932  |
|               | 2017 | 2018 | 2023 |